# (1272) Gefion
(1272) Gefion ist ein Asteroid des mittleren Hauptgürtels, der am 10. Oktober 1931 vom deutschen Astronomen Karl Wilhelm Reinmuth an der Landessternwarte Heidelberg-Königstuhl bei einer Helligkeit von 14,5 mag entdeckt wurde. Nachträglich konnte festgestellt werden, dass der Asteroid bereits am 26. und 27. September 1917 am gleichen Ort fotografiert worden war.
Der Asteroid wurde benannt nach Gefion, einer Figur aus der nordischen Mythologie, und nach dem Gefion-Brunnen in Kopenhagen.

## Wissenschaftliche Auswertung
Eine Auswertung von Beobachtungen durch das Projekt NEOWISE im nahen Infrarot führte 2011 für (1272) Gefion zu vorläufigen Werten für den Durchmesser und die Albedo im sichtbaren Bereich von 7,0 km bzw. 0,25. Nach neuen Messungen mit NEOWISE wurden 2014 die gleichen Werte angegeben.
Eine Durchmusterung im Rahmen der Palomar Transient Factory (PTF) am Palomar-Observatorium in Kalifornien ab 2009 gab in einer Untersuchung von 2015 für die Rotationsperiode von (1272) Gefion zwei unterschiedliche Werte an: 3,087 oder 2,900 h. Aus thermischen Infrarot-Daten wurde außerdem ein Durchmesser von 7,0 ± 0,2 km abgeleitet.
Photometrische Messungen vom 29. bis 31. August 2019 am Sopot Astronomical Observatory in Serbien konnten einen dieser Werte bestätigen, dort wurde eine Rotationsperiode von 3,086 h bestimmt.

## Gefion-Familie
(1272) Gefion ist namensgebendes Mitglied einer Asteroidenfamilie mit ähnlichen Bahneigenschaften, wie eine Große Halbachse von 2,71–2,82 AE, eine Exzentrizität von 0,11–0,15 und eine Bahnneigung von 8,5°–9,7°. Taxonomisch handelt es sich um Asteroiden der Spektralklassen S und L, die mittlere Albedo liegt bei 0,24. Der Gefion-Familie wurden im Jahr 2019 über 2700 Mitglieder zugerechnet, ihr Alter wird auf 1,10 ± 0,39 Mrd. Jahre geschätzt. Die Familie wurde früher Minerva-Familie genannt, der Asteroid (93) Minerva wurde aber daraus gestrichen, da er aufgrund seiner Spektralklasse nur noch als ein Eindringling (Interloper) angesehen wird.